# های فایو (ترانه یوما ناکایاما)
«پنج بالا» یا پنج عالی (به انگلیسی: High Five )  تک‌آهنگی از هنرمند اهل ژاپن یوما ناکایاما است که در سال ۲۰۱۴ میلادی منتشر شد.